# Per un Brasile che Continui a Cambiare
Per un Brasile che continui a cambiare (in portoghese Para o Brasil seguir mudando) era una coalizione di centro-sinistra brasiliana guidata dall'ex-presidente Dilma Rousseff.
L'ideologia della coalizione comprende ideologie storicamente di sinistra come il comunismo, il socialismo democratico e progressismo, ma anche idee più moderate come il cristianesimo democratico. Sostiene inoltre il neoliberismo, seppur in maniera più moderata e rigida dell'opposizione di centro-destra.
La coalizione viene sostenuta dai presidenti sudamericani Cristina Fernández de Kirchner (Argentina), Nicolás Maduro (Venezuela) e José Mujica (Uruguay).